# Dominique Sanda
Pour les articles homonymes, voir Sanda et Varaignes (homonymie).
Dominique Sanda est une actrice française, née le 11 mars 1951 dans le 12e arrondissement de Paris. Ayant beaucoup tourné en Italie, elle est notamment connue pour ses rôles dans Le Jardin des Finzi-Contini, 1900, L'Héritage et Une chambre en ville.

## Biographie

### Jeunesse et études
Née en mars 1951 à Paris, de son vrai nom Dominique Varaigne, elle est la fille de Gérard Varaigne, président d’organisme professionnel, et de Lucienne Pichon. Elle commence des études à l'école des Sœurs de Saint-Vincent-de Paul à Paris,, puis suit quelque temps des cours à l'École des arts décoratifs.

### Carrière

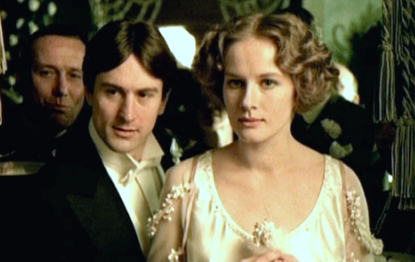
Robert De Niro et Dominique Sanda dans 1900 (1976).

Élue reine de beauté lors d'un concours à Arcachon en 1966, à 15 ans, elle commence sa carrière professionnelle comme modèle et mannequin dans l'agence de Dorian Leigh. Elle décroche son premier rôle au cinéma en 1969 dans Une femme douce de Robert Bresson, qui l'a remarquée, lui a téléphoné et a aimé sa voix. 
Peu après, elle part pour l'Italie où elle joue dans Le Conformiste de Bernardo Bertolucci (1970), Le Jardin des Finzi-Contini de Vittorio De Sica (1970),, Violence et Passion de Luchino Visconti (1974), 1900 de Bernardo Bertolucci (1976) avec Robert De Niro et Gérard Depardieu, Au-delà du bien et du mal (1977) de Liliana Cavani, film qui retrace la rencontre de Friedrich Nietzsche et de Lou Andreas-Salomé qu'incarne Dominique Sanda.
Au cours des années 1970, elle joue dans divers films américains comme Le Piège (1973) de John Huston avec Paul Newman et James Mason, L'Impossible Objet (1973) de John Frankenheimer avec Alan Bates ou Les Survivants de la fin du monde (1977) de Jack Smight.
Pour L'Héritage de Mauro Bolognini (1975), elle obtient le prix d'interprétation féminine en 1976 au Festival de Cannes.
En France, elle joue dans Le Navire Night de Marguerite Duras (1977), Le Voyage en douce de Michel Deville (1979), Une chambre en ville de Jacques Demy (1982) ou Le Matelot 512 de René Allio (1984).
Dans les années 1980, elle tourne trois films sous la direction de Benoît Jacquot, notamment Les Ailes de la colombe (1981).
Au tournant des années 1990, elle tourne pour la télévision plusieurs coproductions comme Un train pour Petrograd (Lenin: The train) avec Ben Kingsley, Embarquement pour l'enfer, Voyage of Terror: The Achille Lauro Affair avec Burt Lancaster.
Parmi ses rôles au théâtre, on peut citer Un mari idéal d’Oscar Wilde, mis en scène par Adrian Brine, où Dominique Sanda interprète le rôle de Lady Chiltern, en 1995-1996.
Après Guerriers et Captives (1990) d'Edgardo Cozarinsky, Valse d'amour (1992) de Dino Risi avec Vittorio Gassman en Italie et Les Enfants de la honte (Nobody's Children) (1994) aux États-Unis avec Ann-Margret, elle part en 1998 rejoindre en Argentine celui qui va devenir son mari, un réfugié politique roumain. Elle commence aussi à jouer pour le cinéma sud-américain, dont Garage Olimpo sorti en 1999.
Dominique Sanda fait aussi une brève apparition dans Les Rivières pourpres de Mathieu Kassovitz en 2000. Elle incarne la mère du héros principal dans Un beau dimanche de Nicole Garcia, en 2013.

### Vie privée

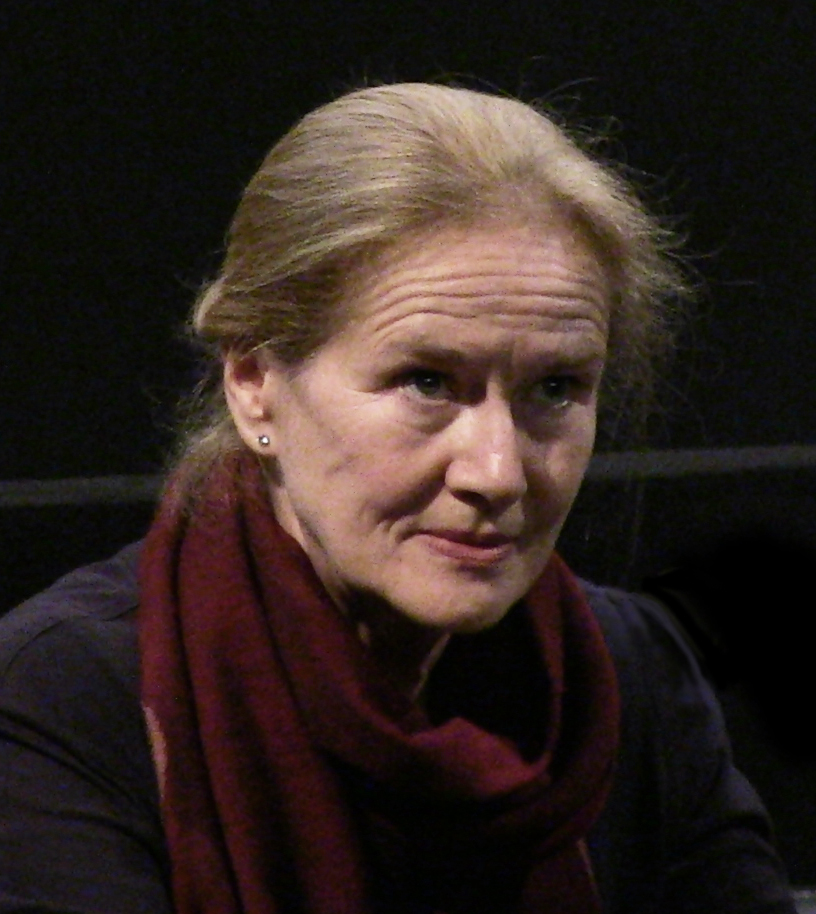
Dominique Sanda en 2013.

Dominique Sanda a été mariée à trois reprises : elle épouse à 16 ans et 3 mois un « supposé peintre, qui lui vole ses premiers revenus », puis quelques années plus tard le peintre Frédéric Pardo. Ces deux unions débouchent rapidement sur des divorces.
Le 8 janvier 2000, elle épouse à Paris Nicolae Cutzarida, un universitaire d'origine roumaine, père de l'acteur argentin Ivo Cutzarida. Le couple vit depuis en Argentine,.
Elle a un fils, Yann, né à Paris le 20 avril 1972.

## Filmographie

### Cinéma
- 1969 : Une femme douce de Robert Bresson : Elle
- 1970 : Erste Liebe de Maximilian Schell : Sinaida
- 1970 : Le Conformiste (Il conformista) de Bernardo Bertolucci : Anna Quadri
- 1970 : Le Jardin des Finzi-Contini (Il giardino dei Finzi Contini) de Vittorio De Sica : Micòl Finzi Contini
- 1971 : Sans mobile apparent de Philippe Labro : Sandra Forest
- 1972 : La Nuit des fleurs (La notte dei fiori) de Gian Vittorio Baldi : Eva
- 1973 : L'Impossible Objet (Impossible Object) de John Frankenheimer : Natalie
- 1973 : Le Piège (The Mackintosh Man) de John Huston : Mrs. Smith
- 1974 : Le Loup des steppes (Der Steppenwolf) de Fred Haines  : Hermine
- 1974 : Violence et Passion (Gruppo di famiglia in un interno) de Luchino Visconti  : la mère du professeur
- 1976 : Le Berceau de cristal de Philippe Garrel
- 1976 : 1900 (Novecento) de Bernardo Bertolucci  : Ada Fiastri Paulhan
- 1976 : L'Héritage (L'eredità Ferramonti) de Mauro Bolognini  : Irene Carelli Ferramonti
- 1977 : Au-delà du bien et du mal (Al di là del bene e del male) de Liliana Cavani : Lou
- 1977 : Close Up : Dominique Sanda ou le Rêve éveillé de Louis Malle
- 1977 : Les Survivants de la fin du monde (Damnation Alley) de Jack Smight : Janice
- 1978 : Utopia de Iradj Azimi : Sylvie
- 1978 : La Chanson de Roland de Frank Cassenti  : Anna
- 1978 : Le Navire Night de Marguerite Duras
- 1980 : Cabo Blanco de J. Lee Thompson  : Marie Allesandri
- 1980 : Le Voyage en douce de Michel Deville  : Hélène
- 1981 : Les Ailes de la colombe de Benoît Jacquot  : Catherine Croy
- 1982 : Une chambre en ville de Jacques Demy : Édith Leroyer
- 1982 : L'Indiscrétion de Pierre Lary  : Béatrice
- 1983 : Poussière d'empire de Lam Lê : la missionnaire
- 1984 : Le Matelot 512 de René Allio : la commandante Mireille
- 1986 : Corps et Biens de Benoît Jacquot : Hélène
- 1988 : Les Mendiants de Benoît Jacquot : Hélène
- 1989 : Par une nuit de clair de lune (In una notte di chiaro di luna) de Lina Wertmüller : Carol
- 1990 : Guerriers et Captives d'Edgardo Cozarinsky : Marguerite
- 1990 : Valse d'amour (Tolgo il disturbo) de Dino Risi  : Carla
- 1990 : Moi, la pire de toutes de María Luisa Bemberg : La Virreina
- 1990 : Le Voyage (El viaje) de Fernando Solanas : Helena
- 1992 : Émile des Roses (Rosenemil) de Radu Gabrea : Bertha
- 1993 : Henri le Vert (Der Grüne Heinrich) de Thomas Koerfer : la mère
- 1993 : Der Fall Lucona de Jack Gold : Bertha
- 1995 : L'Univers de Jacques Demy d'Agnès Varda
- 1996 : Brennendes Herz de Peter Patzak : Peggy
- 1999 : Garage Olimpo de Marco Bechis : Diane
- 2000 : Les Rivières pourpres de Mathieu Kassovitz : sœur Andrée
- 2001 : The Island of the Mapmaker's Wife de Michie Gleason : Marta Kadar
- 2014 : Un beau dimanche de Nicole Garcia : Liliane Cambière
- 2014 : Saint Laurent de Bertrand Bonello : Lucienne Saint Laurent
- 2019 : Il giovane Pertini: Combattente per la libertà de Giambattista Assanti : Maria Muzio
- 2020 : Karakol de Saula Benavente : Mercedes
- 2021 : Il paradiso del pavone  de Laura Bispuri :  Nena

### Télévision
- 1980 : La Naissance du jour de Jacques Demy : Hélène Clément
- 1987 : Un train pour Petrograd de Damiano Damiani : Inès Armand : Carla
- 1988 : Il decimo clandestino de Lina Wertmüller : la propriétaire
- 1990 : Embarquement pour l'enfer (Viaggio nel terrore: l'Achille Lauro) d'Alberto Negrin : Margot
- 1990 : Il faut sauver Bobby (Voglia di vivere) de Ludovico Gasparini : Linda
- 1990 : Warburg, le banquier des princes (Warburg: A Man of Influence) de Moshé Mizrahi : Eva Warburg
- 1991 : Sentiments, épisode Ils n'avaient pas rendez-vous de Maurice Dugowson : Anna Dreyfus
- 1991 : Non siamo soli de Paolo Poeti
- 1992 : ' By Way of the Stars d'Allan King  : Christina von Knabig
- 1993 :  Albert Savarus d'Alexandre Astruc : la duchesse Francesca d'Argaiolo
- 1994 : Les Enfants de la honte (Nobody's Children) de David Wheatley : Stephanie Vaugier
- 1995 : Joseph de Roger Young : Léa
- 1996 : Storia di un ufficiale di carriera de Gabriella Rosaleva : Eleonora

## Théâtre
- 1993 : Madame Klein de Nicolas Wright, mise en scène Brigitte Jaques, Théâtre de la Commune ; reprise en 1995 Théâtre des Treize Vents, Nouveau théâtre d'Angers, tournée en France, Belgique et Suisse
- 1994-1995 : Le relazioni pericolose, d'après le roman de Choderlos de Laclos, mise en scène Mario Monicelli, tournée en Italie
- 1995 : Un mari idéal d'Oscar Wilde, mise en scène Adrian Brine, Théâtre Antoine
- 1995 : Carte blanche à Dominique Sanda ou Voyage dans l'univers romantique de la poésie et de la musique, mise en scène Michel de Maulne, Maison de la Poésie
- 1996 : Œdipus rex d'Igor Stravinsky, mise en scène Bob Wilson, Théâtre du Châtelet
- 1997 : Un mari idéal d'Oscar Wilde, mise en scène Adrian Brine, Théâtre des Célestins, tournée en France, Belgique et Suisse
- 1998-1999 : Donna del mare de Henrik Ibsen, adaptation Susan Sontag, mise en scène Bob Wilson, tournée en Italie et France.
- 2002 : Jeanne d'Arc au bûcher d'Arthur Honegger et Paul Claudel, mise en scène Roberto Platé, Théâtre Colón de Buenos Aires
- 2002-2003 : Hamlet de William Shakespeare, mise en scène Federico Tiezzi, tournée en Italie
- 2005 : Le Chant d'amour et de mort du cornette Christoph Rilke de Viktor Ullmann, texte de Rainer Maria Rilke, mise en scène Michel Pastore, Château de la Mignarde (Aix-en-Provence)
- 2006 : Misterio del ramo de rosas de Manuel Puig, mise en scène Luciano Suardi, Multiteatro de Buenos Aires
- 2007 : Di tre colori e d'una dimensione de Raffaele Curi, mise en scène Raffaele Curi, Circo Massimo (Rome)

## Livres audios
- 1987 : Denier du rêve de Marguerite Yourcenar, Auvidis

## Distinctions

### Décorations
- 1990 :  Chevalier de l'ordre national du Mérite
- 1996 :  Officier de l'ordre des Arts et des Lettres
- 2003 :  Chevalier de la Légion d'honneur[8]
- 2015 :  Commandeur de l'ordre des Arts et des Lettres[9]

### Récompenses
- Festival de Cannes 1976 : Prix d'interprétation féminine pour L'Héritage (ex æquo)